# Caçula
Tiraninho-pigmeu-de-cauda-curta ou caçula (nome científico: Myiornis ecaudatus) é uma espécie de ave da família dos tiranídeos. É encontrada em diversos países da América do Sul.

## Nomes
Outros nomes comuns: cigarra-bico-chato, maria-caçula, sebinho-de-cauda-curta